# أوليغارشية الأعمال التجارية
الأوليجارشيّة في الأعمال التجارية هو مصطلح يُشير في العموم قطب أعمال يسيطر على موارد كافية للتأثير على السياسة الوطنية في دولةٍ ما. يمكن اعتبار رائد الأعمال من الأوليغارش إذا تم استيفاء بعض الشروط التالية:
1. يستخدم تكتيكات احتكارية للسيطرة على صناعة ما؛
2. يمتلك القوة السياسية الكافية لتعزيز مصالحه الخاصة؛
3. يتحكم في العديد من الشركات، والتي تقوم بتنسيق أنشطتها بشكل مكثف.

يعود أصل الكلمة أوليغارش إلى اللغة اليونانية القديمة (ὀλίγος (بِضْعة) و ἄρχειν (حُكْم)، ويعني حكم الأقلية ؛ وعندما يشار إلى شخص يشكل على أنه أوليغارش فيُعنى بذلك أنه جزءًا من مجموعة صغيرة تمتلك السلطة في الدولة.